# Henryk Majecki
Henryk Majecki (ur. 19 grudnia 1932, zm. 12 stycznia 2009) – badacz i popularyzator dziejów najnowszych regionu białostockiego.

## Życiorys
Henryk Majecki urodził się w Jędrzejowie w województwie kieleckim. Studia historyczne ukończył na Uniwersytecie Moskiewskim im. Łomonosowa z wyróżnieniem. Od 1958 roku rozpoczął pracę w Białymstoku. W 1961 r. rozpoczął studia doktoranckie w ówczesnej Wyższej Szkole Nauk Społecznych w Warszawie. Pracę doktorską na temat: Początki władzy ludowej na Białostocczyźnie w latach 1944–1947 obronił w 1967 r. Od 1 października 1965 roku rozpoczął pracę na stanowisku dyrektora Wojewódzkiego Archiwum Państwowego w Białymstoku. Pracował na tym stanowisku nieprzerwanie do wiosny 1998 r., wówczas po 33-letniej pracy w Archiwum odszedł na emeryturę. 
Aktywność dr. Henryka Majeckiego możemy podzielić na zawodową, społeczną, kulturalno-oświatową, ale nade wszystko naukowo-badawczą. 
Działalność naukowo-badawcza koncentrowała się wokół trzech głównych problemów badawczych.
Pierwszym było życie polityczne w województwie białostockim w okresie międzywojennym (1918–1939). Efektem pracy nad tym obszarem badawczym były 43 artykuły opublikowane głównie w Roczniku Białostockim, wydawanym przez Muzeum Okręgowe w Białymstoku, kwartalniku Białostocczyzna – wydawnictwie Białostockiego Towarzystwa Naukowego, Studiach Podlaskich – wydawnictwie Instytutu Historii Uniwersytetu w Białymstoku oraz w Studiach Łomżyńskich – wydawnictwie Łomżyńskiego Towarzystwa Naukowego im. Wagów. 
Kolejny obszar badawczy dr. Henryka Majeckiego to okres powojenny i problematyka tzw. „podziemia reakcyjnego” na Białostocczyźnie. Był to zamierzony temat rozprawy habilitacyjnej dr. H. Majeckiego. Z różnych powodów nie doszło do jej sfinalizowania. Najważniejszym był zły klimat polityczny wokół podjętej przez niego problematyki, jednak efektem pracy nad powyższą tematyką były liczne publikacje. Jedną z nich była monografia pt. Reakcyjne podziemie na Białostocczyźnie w latach 1944–1956, która została wydana w 1979 r. przez Instytut Historii Uniwersytetu Warszawskiego – Filii w Białymstoku.
Trzeci obszar badawczy to problematyka związana z dziejami PRL. Do najważniejszych prac należy tu zaliczyć wymienioną już wcześniej rozprawę doktorską, a także rozszerzoną wersję rozprawy wydaną w 1977 r. przez PWN noszącą tytuł: Białostocczyzna w pierwszych latach władzy ludowej 1944–48. Obiektem zainteresowań dr. H. Majeckiego były przede wszystkim dzieje regionu białostockiego. Nieco miejsca w swojej twórczości poświęcił on także historii Polski i krajów sąsiednich w XIX i XX w. Dowodem tego są liczne recenzje i informacje zamieszczone głównie w „Roczniku Białostockim” i periodyku Acta Baltico-Slavica – wydawnictwie Białostockiego Towarzystwa Naukowego. 
Dr Henryk Majecki odgrywał ważną rolę w organizowaniu środowiska naukowo historycznego w Białymstoku. Należał do grona inicjatorów i współorganizatorów BTN. Działał w BTN od 1964 r. W 1972 r. był już członkiem Zarządu Białostockiego Towarzystwa Naukowego i redaktorem periodyku Acta Baltico-Slavica. W BTN pełnił wiele funkcji: od członka Zarządu, poprzez sekretarza czy wiceprezesa. W czerwcu 2002 r. po raz pierwszy nie wszedł w skład nowo wybranego Zarządu BTN.
Do ważnych zasług dr. H. Majeckiego należy również wydawanie kwartalnika BTN Białostocczyzna. Był jego redaktorem naczelnym nieprzerwanie od 1986 do 2001 r. Czasopismo to zdobyło sobie ważną pozycję w życiu naukowym kraju i regionu. Pracując w BTN dr Henryk Majecki był również inicjatorem i redaktorem wielu wydawnictw prac zbiorowych wydawanych przez Towarzystwo. Warto tu wymienić: Studia i materiały do dziejów Białegostoku; Studia i materiały do dziejów Siemiatycz; Studia i materiały do dziejów powiatu grajewskiego i cały szereg innych. Dr H. Majecki był także twórcą i głównym organizatorem Międzynarodowych Konferencji Źródłoznawczych. Od 1996 r. odbywają się one corocznie w Białymstoku. Głównymi organizatorami są: Archiwum Państwowe w Białymstoku, Instytut Historii Uniwersytetu w Białymstoku, Katedra Filologii i Nauk Społecznych Politechniki Białostockiej.
Dr H. Majecki pełnił w tym samym czasie funkcję dyrektora Archiwum Państwowego w Białymstoku. Nie zajmował się jedynie administrowaniem i zarządzaniem, lecz również opracowywał liczne zespoły akt, sporządzał inwentarze książkowe, itp. Prowadził także pracę popularyzatorską. Udzielał licznych wywiadów prasowych, radiowych, telewizyjnych dotyczących zarówno pracy archiwum, jak i historii regionu. Czynnie pracował w Towarzystwie Wiedzy Powszechnej. Działał w organizacjach kulturalno-oświatowych. Za działalność społeczną został nagrodzony odznakami honorowymi m.in. „Zasłużony Białostocczyźnie”; „Zasłużony Działacz Kultury”; „Zasłużony dla Archiwistyki”. 
Ostatnie lata życia dr H. Majecki spędził na emeryturze. Miał problemy ze wzrokiem, które uniemożliwiały mu dalszą pracę. Zmarł 12 stycznia 2009 roku, w wieku 76 lat.

## Wybrane publikacje
- Obóz narodowy w okręgu łomżyńskim w latach 1918 - 1928 [w:] Studia Łomżyńskie